# Novi Grad (Sarajevo)
Novi Grad es un municipio de Bosnia y Herzegovina. Se encuentra en el cantón de Sarajevo, dentro del territorio de la Federación de Bosnia y Herzegovina. Es uno de los cuatro municipios que conforman la ciudad de Sarajevo, junto con Centar, Novo Sarajevo y Stari Grad.

## Localidades
El municipio de Novi Grad se encuentra subdividido en las siguientes localidades:
- Bojnik.
- Rečica.
- Sarajevo (en parte).

## Demografía
En el año 2009 la población del municipio de Novi Grad era de 124 035 habitantes. La superficie del municipio es de 47.2 kilómetros cuadrados, con lo que la densidad de población era de 2 628 habitantes por kilómetro cuadrado.